# Esperar É Caminhar
Esperar é Caminhar é o álbum de estreia da banda brasileira de rock alternativo Palavrantiga, lançado em 2010 no Brasil. Após o bem sucedido EP Palavrantiga - Volume 1, Esperar é Caminhar foi distribuído pela CanZion Producciones contendo canções inéditas, incluindo algumas do EP. Em 2012, a obra foi relançada pela gravadora Som Livre.
O disco mostra qualidade e maturidade no som da banda, sendo produzido por Lúcio Souza, sendo masterizado no Abbey Road Studios, no Reino Unido por Christian Wright.[carece de fontes?]
Em termos musicais, o trabalho é baseado no rock alternativo e o pop rock, cujas canções a banda explorou instrumentos como metais, cordas, tendo em algumas canções a sonoridade do rock britânico.
A canção "Casa" foi regravada pela dupla Chrystian & Ralf e pelo cantor Lucas Souza.

## Lançamento e recepção
| Críticas profissionais | Críticas profissionais |
| Avaliações da crítica  | Avaliações da crítica  |
| Fonte                  | Avaliação              |
| ---------------------- | ---------------------- |
| Super Gospel           | [ 3 ]                  |
| Aliterason             | (favorável)            |
| Dot Gospel             | (favorável)            |
| O Propagador           | [ 6 ]                  |

Esperar é Caminhar foi liberado em 2010 pela distribuidora evangélica Canzion Brasil e, em 2012, foi relançado pela gravadora brasileira Som Livre.
O disco foi amplamente elogiado pela crítica especializada em geral, tanto por portais não-religiosos, quanto religiosos, os quais se identificaram com algumas letras. Roberto Azevedo, do Super Gospel destacou o projeto gráfico da Imaginar em embalagem digipack diagramada. O Aliterason frisou a qualidade do trabalho para um mau momento na música cristã brasileira, dizendo que o Palavrantiga decidiu trilhar um caminho nada óbvio. O Dot Gospel, por sua vez disse: "Se você acha que música cristã precisa falar de Deus em todos os versos, ou o instrumental precisa ser cheio de solos e firulas, você não vai gostar dessa banda, mas para quem quer sentir um sopro novo e quer escutar mais que uma banda cristã mas pessoas cristãs fazendo um bom trabalho que ultrapassa barreiras, essa é uma ótima escolha para ouvir."
Em 2019, foi eleito pelo Super Gospel o 14º melhor álbum da década de 2010.

## Prêmios e indicações
Troféu Promessas
| Categoria | Indicado     | Resultado |
| --------- | ------------ | --------- |
| Revelação | Palavrantiga | Indicado  |

## Faixas
Todas as faixas escritas e compostas por Marcos Almeida. 
| N.º            | Título                                               | Duração |  |
| 1.             | "Amor que nos Faz um"                                | 5:47    |  |
| 2.             | "Feito de Barro"                                     | 4:49    |  |
| 3.             | "Eu Olhei o meu Dia"                                 | 5:32    |  |
| 4.             | "Seguro Vou"                                         | 4:38    |  |
| 5.             | "Pensei"                                             | 4:03    |  |
| 6.             | "Vem me Socorrer"                                    | 5:34    |  |
| 7.             | "Hoje Tem Guerra"                                    | 5:29    |  |
| 8.             | "Imagino"                                            | 4:51    |  |
| 9.             | "Tudo o que eu Vi não é Tudo o que Preciso Aprender" | 6:02    |  |
| 10.            | "Esperar é Caminhar"                                 | 6:10    |  |
| 11.            | "Palavra antiga"                                     | 4:12    |  |
| 12.            | "Rookmaaker"                                         | 4:26    |  |
| 13.            | "Casa"                                               | 4:48    |  |
| Duração total: | Duração total:                                       | 66:28   |  |

## Ficha técnica
Banda
- Marcos Almeida - vocais, violão, guitarra, teclado, palmas e coral em "Rookmaaker"
- Josias Alexandre - guitarra, palmas e coral em "Rookmaaker"
- Felipe Vieira - baixo, palmas e coral em "Rookmaaker"
- Lucas Fonseca - bateria, palmas e coral em "Rookmaaker"

Músicos convidados
- Lúcio Souza - produção musical, teclado, violino, vocal de apoio, palmas e coral em "Rookmaaker"
- Thalles - vocal em "Esperar é Caminhar"
- Tamy Silva - vocal em "Esperar é Caminhar"
- Renzo Costa - trompete
- Elias Torres - trombone
- Daniel Elache - violoncelo

Equipe técnica
- Christian Wright - masterização